# パキスタンの鉄道

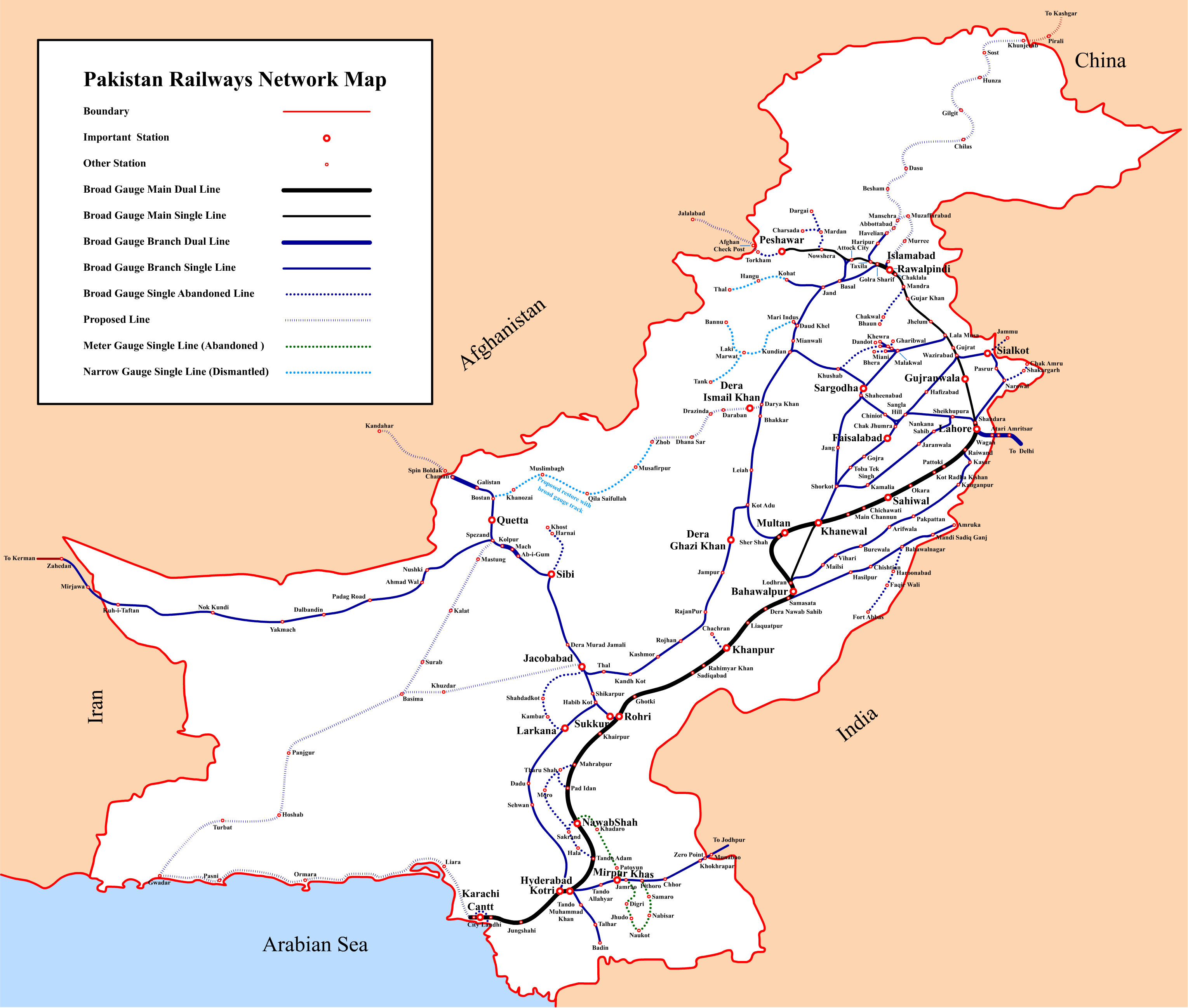
パキスタンの鉄道網

パキスタンの鉄道（パキスタンのてつどう）では、パキスタンにおいて運行されている鉄道について記す。

## 概要

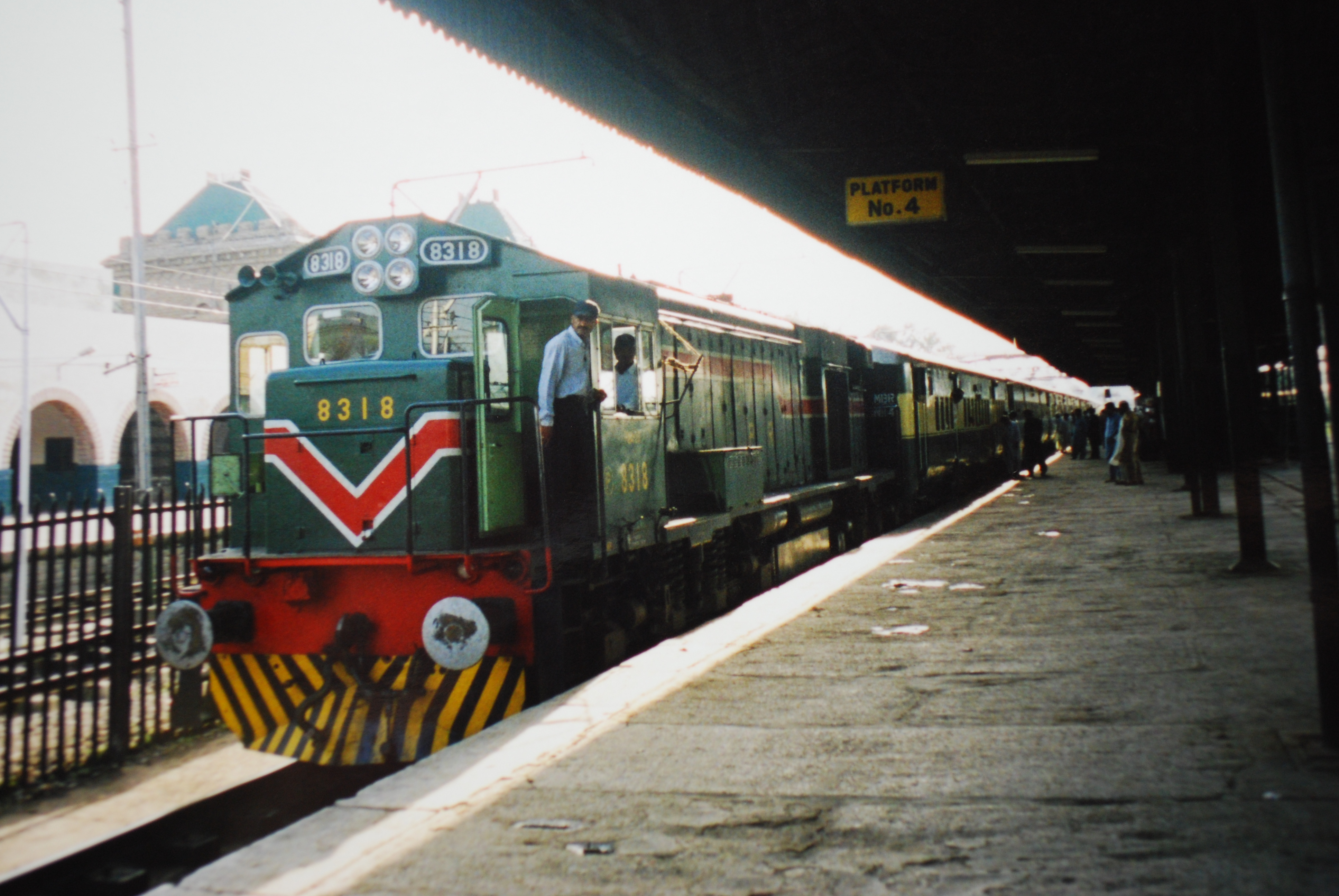
パキスタンの列車（ラーワルピンディー駅）

元々、現在のインド・パキスタン・バングラデシュ・ミャンマー・スリランカはイギリス（大英帝国）の植民地インド帝国となっており、それらが独立する際に民族や宗教の違いで分裂（インド・パキスタン分離独立も参照）したため現在の形に成った経緯がある。
このパキスタンの鉄道も、元々は隣国インドのそれと同様、イギリスの植民地経営の一環として建設された。
現在、国鉄線が約8000km存在する。多くは軌間1676mmの広軌路線であるが、一部にメーターゲージと呼ばれる軌間1000mmの狭軌路線も存在する。また、交流電化 (25000V) がなされている区間も存在するが、多くは非電化のままでディーゼル機関車が使用されている。
速達列車の最高速度は120km/hであるが、保線状況が悪いためかなり揺れる事がある。ラーホール - カラーチー間1200kmを走る急行列車の表定速度は85km/h、所要時間は14時間程度である。現在鉄道は、本数が多いバスや航空機に押されて苦戦を強いられている。またイスラム教の色合いが強いため、車内では男女の座る席が明確に区分される。
なお、国際列車はイラン・インドの両方面に運転されている。
まずイランへは、パキスタン中南部にある都市のクエッタからザーヘダーンまでの国際列車が2日に1本程度設定されている。
その一方でインドへの列車は、カシミール問題など両国の小競り合いによって運行が中断される事が多く、それまで唯一開放されていた国境を通るアムリトサル - ラホール間の列車も、2001年〜2004年にかけて運休されていた。現在では「サムジョウター・エクスプレス」として運行が行われているが、国境審査のため全線46kmに12時間以上を要するなど、至便性はかなり低い。それでも貨物輸送においてはある程度の需要はあり、更に両国の平和維持の象徴としての役割もあるため、2006年2月18日には1965年に第二次印パ戦争で破壊され廃線となっていたムナーバーオ - コークラーパール間の、タール砂漠南部を横断する鉄道も運行が再開された。

## 事業者
- パキスタン鉄道（英語版）

## 隣接国との鉄道接続状況
- イラン - 接続あり
- アフガニスタン - 接続なし
- 中華人民共和国 - 接続なし
- インド - 接続あり